# Raïon de Horlivka
Le raïon de Horlivka (en ukrainien : Горлівський район et en russe : Горловский район) est un raïon (district) dans l'oblast de Donetsk en Ukraine.
Il est officiellement créé en juillet 2020 dans le cadre de la réforme territoriale administrative de l'Ukraine. En réalité, le raïon est contrôlé par la république populaire de Donetsk qui continue à utiliser les anciennes frontières administratives de l'Ukraine d'avant la réforme. Son chef-lieu est la ville de Horlivka.

## Lieux d'intérêt

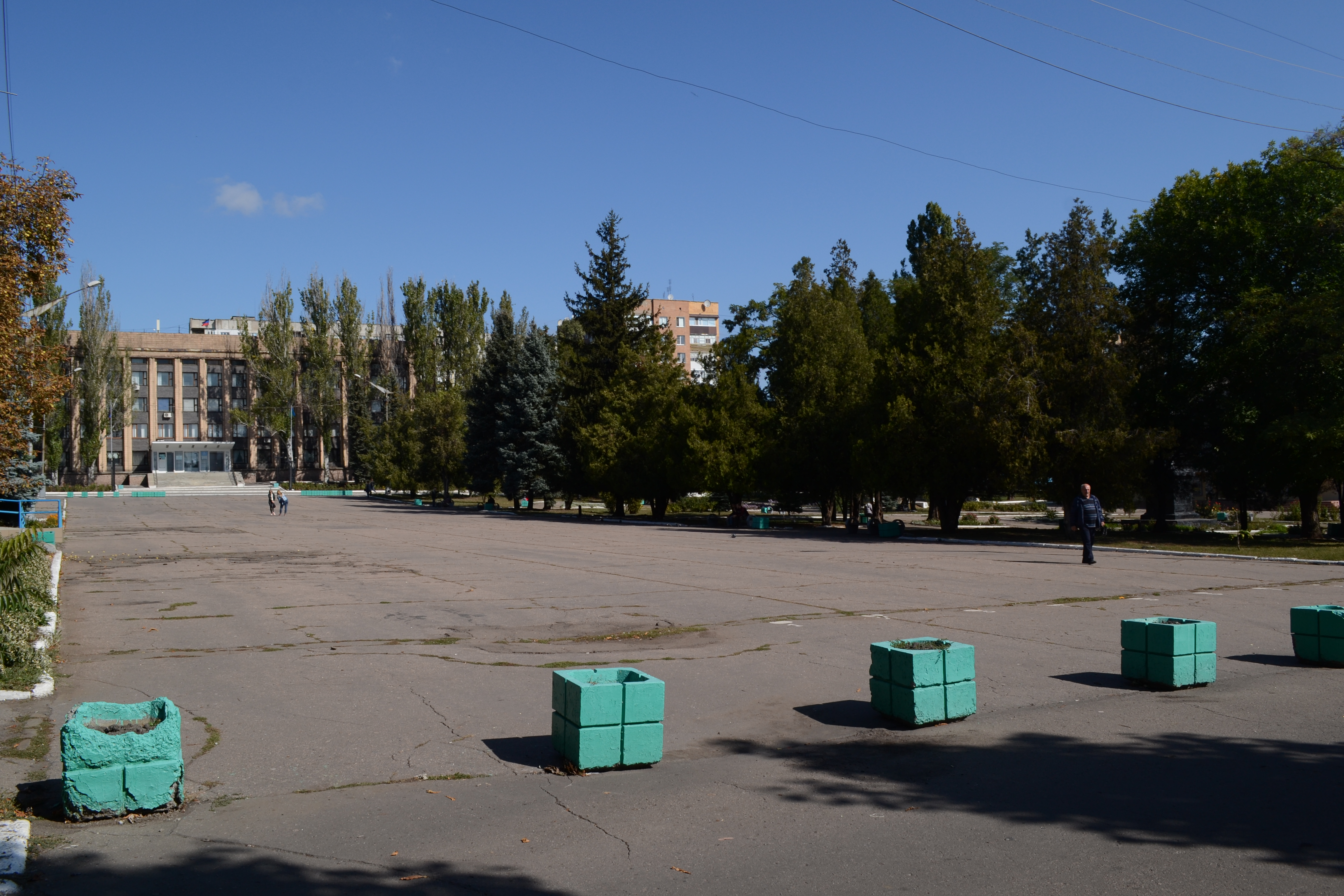
Square à Chystiakove, classé[1],
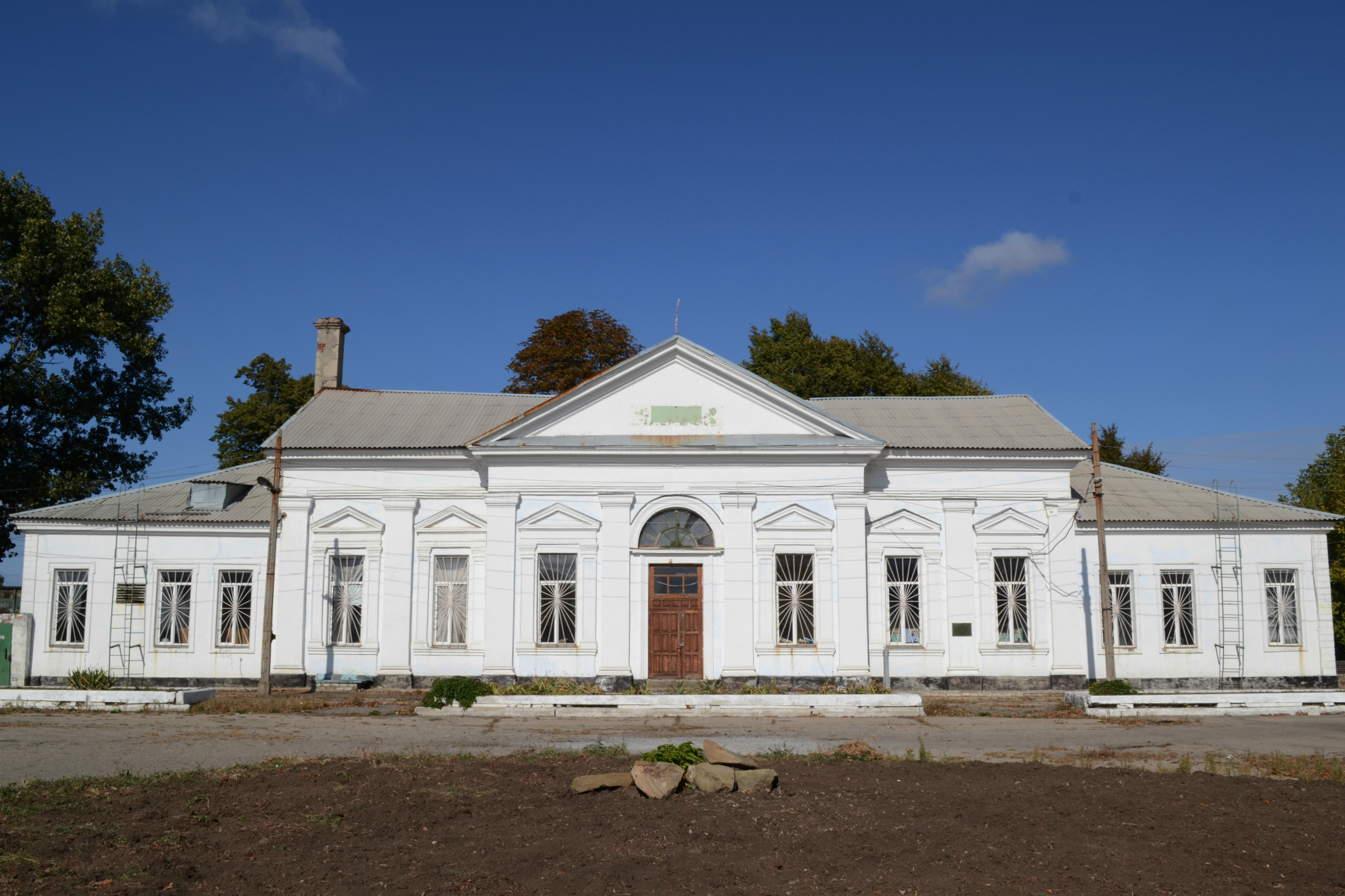
la gare de Thorez, classée[2],
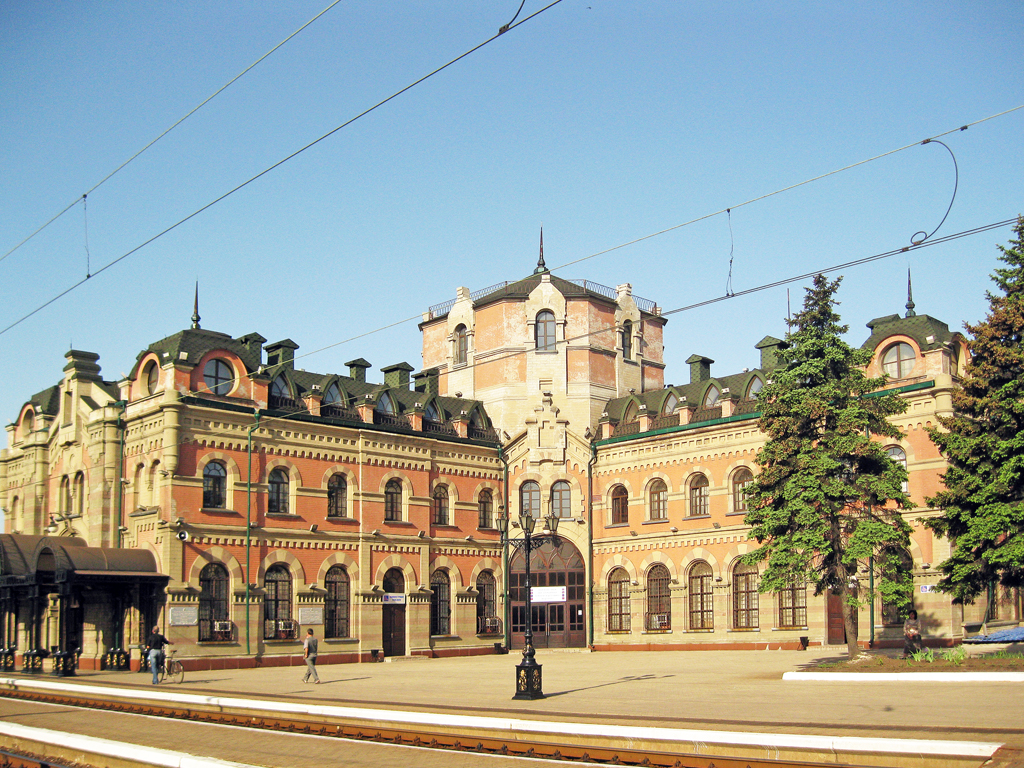
la gare de Debaltseve, classée[3],
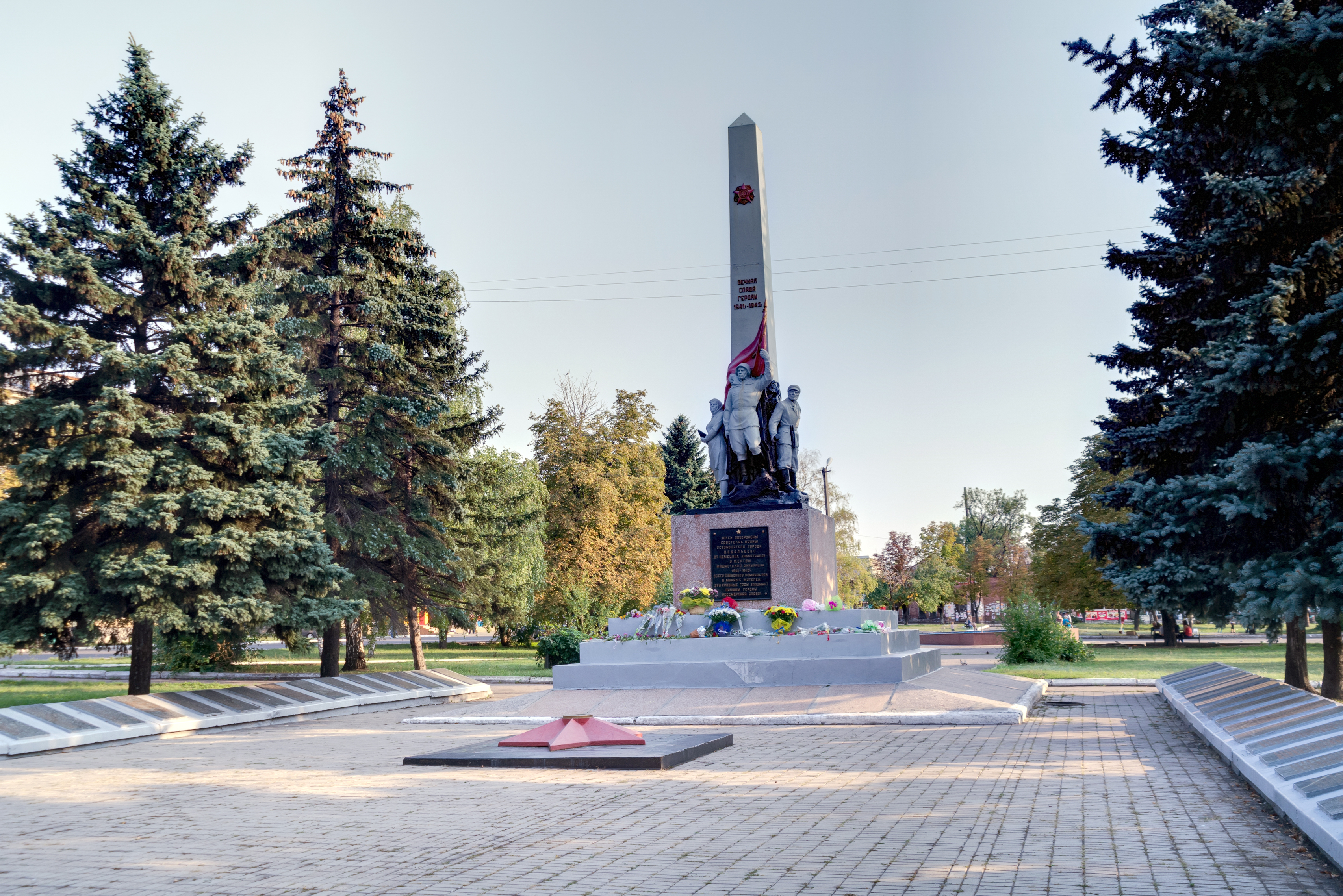
mémorial Gloire éternelle, classé[4], Debaltseve,
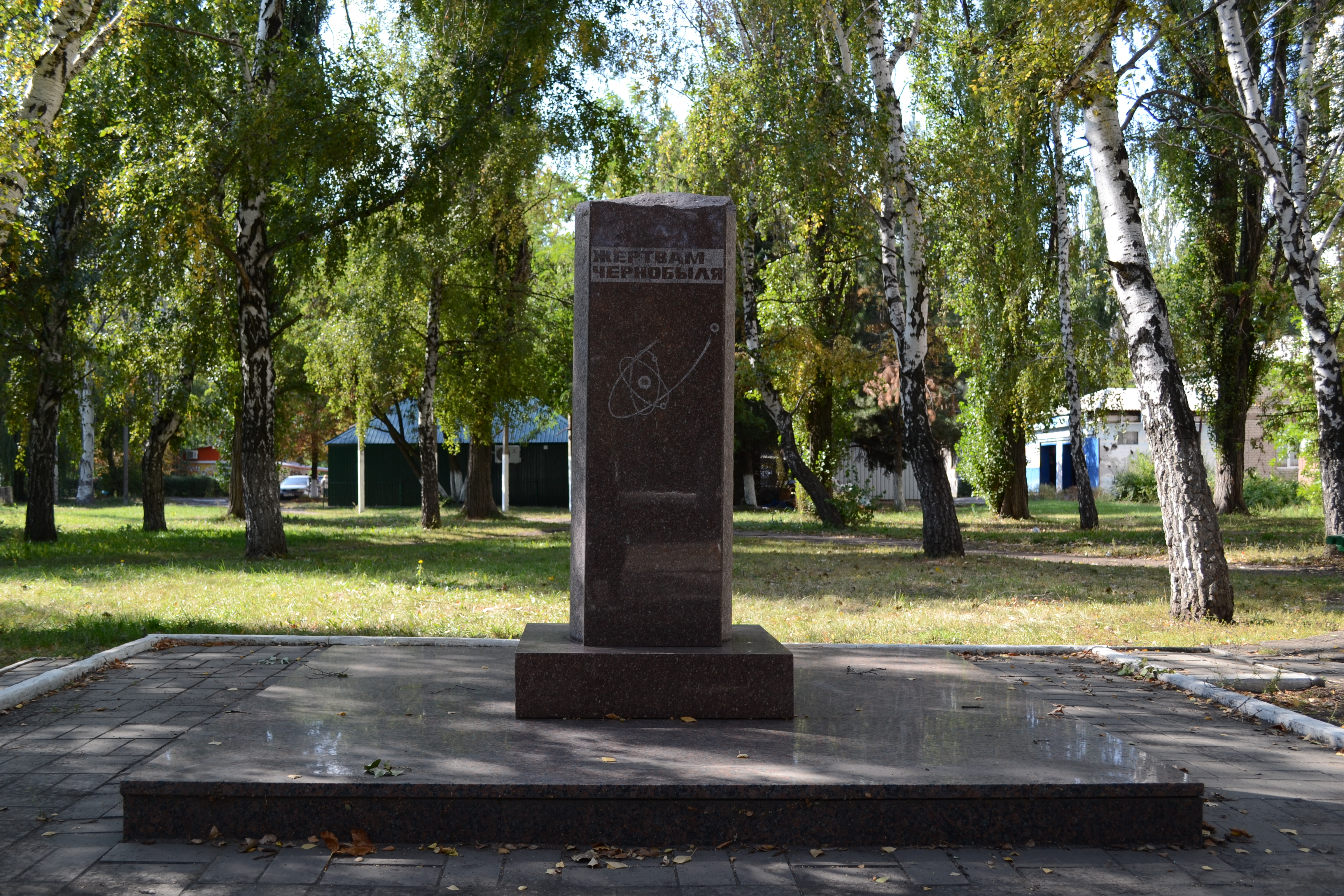
mémorial aux victimes de Tchernobyl, classé[5],
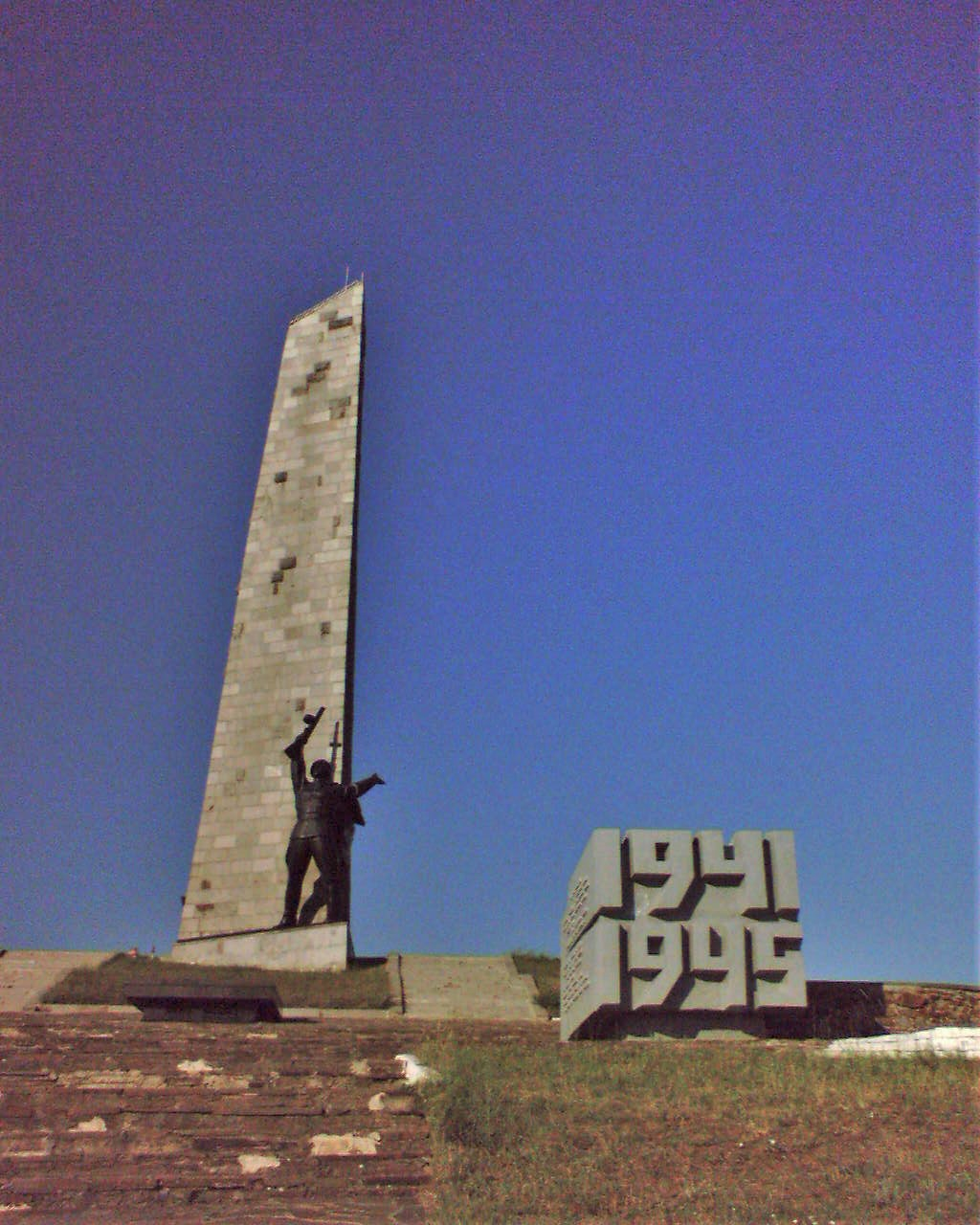
Saour-Mogyla, classé[6] kourgan puis mémorial.